# Rectipilus cistophilus
Rectipilus cistophilus är en svampart som beskrevs av Esteve-Rav. & Vila 1999. Rectipilus cistophilus ingår i släktet Rectipilus och familjen Marasmiaceae.   Inga underarter finns listade i Catalogue of Life.